# Listă de comune din raionul Dubăsari
Această listă conține comunele din raionul Dubăsari, Republica Moldova, cu satele din componența lor. Lista include doar localitățile consemnate ca fiind parte a raionului Dubăsari în Legea privind organizarea administrativ-teritorială a Republicii Moldova. Celulele gri indică localitățile consemnate ca „sat (comună)” în aceeași lege.
| Comuna        | Satul de reședință | Sate componente |
| ------------- | ------------------ | --------------- |
| Cocieri       | Cocieri            | Cocieri         |
| Cocieri       | Cocieri            | Vasilievca      |
| Corjova       | Corjova            | Corjova         |
| Corjova       | Corjova            | Mahala          |
| Coșnița       | Coșnița            | Coșnița         |
| Coșnița       | Coșnița            | Pohrebea        |
| —             | —                  | Doroțcaia       |
| —             | —                  | Holercani       |
| —             | —                  | Marcăuți        |
| —             | —                  | Molovata        |
| Molovata Nouă | Molovata Nouă      | Molovata Nouă   |
| Molovata Nouă | Molovata Nouă      | Roghi           |
| —             | —                  | Oxentea         |
| —             | —                  | Pîrîta          |
| —             | —                  | Ustia           |